# Лук торчащий
Лук торча́щий, или Лук прямо́й (лат. Állium stríctum) — многолетнее травянистое растение, вид рода Лук (Allium) семейства Луковые (Alliaceae).

## Распространение и экология
В природе ареал вида охватывает всю территорию России, Казахстан, Монголию и Китай.
Произрастает преимущественно на известняковых обнажениях и скалах.

## Ботаническое описание
Луковицы почти цилиндрические, толщиной 1—2 см, длиной 6—10 см, по 1—2 прикреплены к восходящему корневищу, с бурыми сетчатыми оболочками. Стебель высотой 40—60 см, округлый, гладкий, ребристый, на треть одетый расставленными, гладкими влагалищами листьев.
Листья в числе 3—4, линейные, шириной 3—5 мм, плосковатые, жёсткие, по краю шероховатые, к верхушке суженные, короче стебля.
Зонтик полушаровидный или реже шаровидный, многоцветковый, густой. Листочки колокольчатого околоцветника розовые, эллиптические или продолговато-эллиптические, тупые, длиной 4—5 мм, с сильной пурной жилкой, наружные немного короче. Нити тычинок обычно немного длиннее околоцветника, при самом основании сросшиеся, шиловидные. Столбик выдается из околоцветника; рыльце почти головчатое.
Коробочка немного короче околоцветника.

## Таксономия
Вид Лук торчащий входит в род Лук (Allium) семейства Луковые (Alliaceae) порядка Спаржецветные (Asparagales).
|  |                                      |  |                                                             |                                                             |                   |  | ещё 24 семейства (согласно Системе APG II) | ещё 24 семейства (согласно Системе APG II) |                     |  |  |  | ещё более 870 видов |
|  |                                      |  |                                                             |                                                             |                   |  | ещё 24 семейства (согласно Системе APG II) | ещё 24 семейства (согласно Системе APG II) |                     |  |  |  | ещё более 870 видов |
|  |                                      |  |                                                             | порядок Спаржецветные                                       |                   |  |                                            |                                            | род Лук             |  |  |  |                     |
|  |                                      |  |                                                             | порядок Спаржецветные                                       |                   |  |                                            |                                            | род Лук             |  |  |  |                     |
|  | отдел Цветковые, или Покрытосеменные |  |                                                             |                                                             | семейство Луковые |  |                                            |                                            | вид Лук торчащий    |  |  |  |                     |
|  | отдел Цветковые, или Покрытосеменные |  |                                                             |                                                             | семейство Луковые |  |                                            |                                            |                     |  |  |  |                     |
|  |                                      |  | ещё 44 порядка цветковых растений (согласно Системе APG II) | ещё 44 порядка цветковых растений (согласно Системе APG II) |                   |  |                                            | ещё около 300 родов                        | ещё около 300 родов |  |  |  |                     |
|  |                                      |  |                                                             | ещё 44 порядка цветковых растений (согласно Системе APG II) |                   |  |                                            |                                            | ещё около 300 родов |  |  |  |                     |